# Neue Mühle (Schwerin)
Die Neue Mühle bei Schwerin (Neumühl) war eine Wassermühle am südlichen Ende des nach ihr benannten Neumühler Sees. Eine erste urkundliche Erwähnung datiert aus dem Jahr 1357 (MUB 8379), eine zweite aus dem Jahr 1362 (MUB 9075). In den ersten drei Jahrhunderten ihres Bestehens war sie eine Getreidemühle, Anfang des 17. Jahrhunderts eine Walkmühle, danach wieder eine Kornmühle. Nach einem Brand 1902 wurde sie nicht wieder aufgebaut.

## Lage und Umgebung
Bereits 1298 war es verboten, neben der gräflichen Binnenmühle und der Bischofsmühle weitere nahe Mühlen zu errichten. Diese mussten wenigstens eine Meile, rund 7,5 km, entfernt stehen, so dass die Neue Mühle vor der später um 1400 errichteten Stadtmauer lag.
Durch einen aufgeschütteten Damm mit Stauwerk wurde die Wassermühle mit ihren drei oberschlächtigen Wasserrädern ganzjährig mit guten Wasserverhältnissen versorgt. Die Bautechnik der Mühlendämme war den Schweriner Bürgern bereits bekannt, z. B. durch die Bischofsmühle am Pfaffenteich.
Der Neumühler See konnte auf drei Meter aufgestaut werden, was zu der Zeit auch zur Stadtverteidigung dienen konnte. Der Damm verbesserte die Straßenverbindung zum Ort Wittenförden. Sie lag etwa gleich weit vom damals nordöstlichen Schwerin, dem südöstlichen Görries und dem nordwestlichen Wittenförden (Wittenborch/Wittenvorde) entfernt.
Das Freiwasser floss durch den Mühlenbach, den „Nuddelbach“ (Nuddelbachtal), in den Ostorfer See. In Görries wurde die „Nyen Molen“ im Mittelalter als „de Turower Moel“ bezeichnet.
Die Neue Mühle war Namensgeber des langgestreckten, schmalen, mesotrophen Sees und des heutigen Schweriner Ortsteils Neumühle.

## Geschichte
Das Datum der Errichtung ist unbekannt, liegt jedoch um die Mitte des 14. Jahrhunderts.
Als kornmahlende Wassermühle war die Neue Mühle lediglich für das Dorf Lankow günstig, für die Schweriner soll die Neumühler Mühle den historischen Überlieferungen nach von wenig Bedeutung gewesen sein. Im 17. Jahrhundert wurde die Mühle mit drei oberschächtig angetriebenen Wasserrädern betrieben. Sie hatte drei Mahlgänge und einen Graupengang. Um 1800 befand sich die Mühle in der Hand der Familie Kindt, die mit spektakulären Kriminalfällen für Aufsehen sorgte. Nachfolgend wurde in der Mühle bis 1818 Korn gemahlen und Öl gewonnen. Dann erfolgte für die Schneiderinnung der Umbau zu einer Walkmühle, damit wurden Tuchmaterialien verfilzt – dadurch gewann die Mühle wieder an Bedeutung.
Etwa um das Jahr 1850 übernahm als der Inhaber und Betreiber der Mühle A. E. Havemann das Gebäude, in welchem er 1856 tödlich verunglückte. Im Jahre 1888  wurde die „neue Mühle bei Schwerin“ von der Stadt gekauft, und um das Jahr 1890 war sie die einzige noch mit Wasserrädern angetriebene Mühle der Stadt. 1895 wurde die Neumühler Mühle von Otto Linow übernommen. 1891 befanden sich die Erd-Galerie Windmühle und die Holländerwindmühle - Janssen-Mühlen, eine mit vier, die andere mit fünf Windflügeln, bei Neumühle. Die Janssen-Mühlenfabrik an der Schweriner Wittenburger Chaussee brannte im Juni 1914 ab.
1902 brannte die Neumühler Wassermühle zusammen mit einer naheliegenden Scheune vollständig ab und wurde nicht wieder aufgebaut. Die bis zum Jahre 1913 wieder aufgebaute Windmühle wurde in demselben Jahr wegen Unrentabilität zum Abbruch verkauft. Allgemein wird diese Zeit als der Niedergang der sowohl mit Wasserkraft als auch mit Windkraft angetriebenen Mühlen in Schwerin bezeichnet. 